# HMCS Haida (G63)
O HMCS Haida é um contratorpedeiro que foi operado pela Marinha Real Canadense e um membro da Classe Tribal. Sua construção começou em setembro de 1941 nos estaleiros da Vickers-Armstrongs em Newcastle e foi lançado ao mar em agosto de 1942, sendo comissionado na frota canadense em agosto do ano seguinte. Era originalmente armado com seis canhões de 120 milímetros e quatro tubos de torpedo de 533 milímetros, tinha um deslocamento carregado de mais de duas mil toneladas e alcançava uma velocidade máxima de 36 nós (67 quilômetros por hora).
O Haida entrou em serviço no meio da Segunda Guerra Mundial. Suas primeiras designações foram na escolta de diversos comboios para pelo Mar Ártico até a União Soviética. Foi transferido em janeiro de 1944 para atuar na patrulha do Canal da Mancha e da Baía da Biscaia em preparação para a Operação Overlord, chegando a enfrentar navios alemães em algumas ocasiões. Depois disso escoltou comboios no Mar do Norte e auxiliou ações na Noruega. A guerra terminou na Europa em maio de 1945 e a embarcação foi descomissionada em março do ano seguinte.
O contratorpedeiro foi recomissionado em 1952 para apoiar ações das Nações Unidas durante a Guerra da Coreia. Depois disso continuou a servir na Marinha Real, incluindo em apoio à atividades da OTAN. O Haida já estava obsoleto no início da década de 1960 e foi descomissionado em outubro de 1963. Foi programado para ser desmontado, porém foi comprado no ano seguinte por uma organização civil e transformado em um navio-museu. O navio foi restaurado e está em exibição em Hamilton, Ontário, desde 1965, sendo considerado um patrimônio histórico do Canadá.